# Casbia plinthodes
Casbia plinthodes är en fjärilsart som beskrevs av Turner 1947. Casbia plinthodes ingår i släktet Casbia och familjen mätare. Inga underarter finns listade i Catalogue of Life.